# Мухаммад Бакир Маджлиси
 Мухаммад Бакир ибн Мухаммад Исфахани Маджлиси (1627—1699/1700 г. н. э.), или Алламе Маджлиси — шиитский богослов и законовед, живший в Иране в эпоху Сефевидов (1501—1722).
Маджлиси также являлся одним из наиболее авторитетных собирателей и исследователей хадисов среди учёных шиизма двунадесятников. Он вошёл в историю как составитель одного из самых объёмных фундаментальных шиитских сводов хадисов под названием «Бихар аль-анвар» («Моря светов»), представляющего собой энциклопедию преданий от пророка Мухаммада, Фатимы Захры и двенадцати Имамов.
Этот учёный обладал значительным политическим влиянием при дворе Сефевидов в период правления двух последних шахов этой династии — Сулеймана (правил в 1666—1694 гг.) и Султана Хусейна (правил в 1694—1722 гг.). Маджлиси был наделён полномочиями шейх аль-ислам города Исфахан начиная с 1687 г. и вплоть до собственной смерти.

## Биографические сведения

### Годы жизни и происхождение
Между исследователями жизни Маджлиси существуют разногласия относительно даты его рождения и смерти. Большинство историков — в их числе Катунабади, Табриси — в качестве года рождения указывают 1037 г. хиджры (1627-28 г. н. э.). Однако один из более ранних авторов — Ахмад ибн Мохаммад Бехбахани (ум. 1819 или 1820 г. н. э.) — называет 1038 г. хиджры (1628-29). Точно установлен день смерти Маджлиси — 27 рамадана, однако относительно года его кончины также существуют разночтения: упоминают и 1110 г. хиджры (29 марта 1699 г. н. э.), и 1111 год (18 марта 1700 г.). В XX веке имамитские учёные признали версию, выдвинутую Катунабади, более достоверной.
Как бы то ни было, одним из наиболее авторитетных источников, повествующих о жизненном пути Алламе Маджлиси, является труд Табриси «Аль-Файз аль-Кудси». В данной работе Табриси уделил особое внимание таким аспектам биографии Маджлиси, как его труды, его ученики, его предки и потомки.
Так, известно, что Алламе Маджлиси был сыном другого известного шиитского теолога, Мухаммада Таки Маджлиси (1594/95 — 1659/60), который был известен как Маджлиси-первый (Маджлиси-е-аввал). В связи с этим Мухаммада Бакира Маджлиси также называют Маджлиси-второй (Маджлиси-е-дуввом).

### Учителя
Отец Алламе, упомянутый выше Мухаммад Таки Маджлиси, был уважаемым факихом (исламским законоведом) и комментатором хадисов. Именно он стал первым учителем и наставником Алламе Маджлиси в области исламских наук. В дальнейшем Алламе Маджлиси продолжил своё обучение у восемнадцати именитых учёных своего времени, в числе которых были Мухаммад Салех Мазандарани (ум. 1670 или 1675 г. н. э.), Хасан Али Тостари (ум. 1659 г. н. э.), Мухаммад ибн Хайдар Рафиа Наини (ум. 1670). Что касается выдающегося философа Хурра аль-Амили, то он может считаться как учителем, так и учеником Алламе Маджлиси, ибо они оба выдали друг другу сертификат (иджаза), подтверждающий квалификацию в сфере исламских дисциплин.

### Ученики
Алламе Маджлиси имел широкий круг учеников, чьё число, по подсчётам разных авторов, колеблется от 49 до 84 человек. Известность среди них приобрели Мухаммад Салех Катунабади (ум. 1714), приходившийся Маджлиси зятем, Ниматулла Джазаири (ум. 1701), Афанли, или Сулейман ибн Абдалла Бахрани. Все они написали ряд значимых работ по исламским дисциплинам.

### Научная специализация
Поначалу изучая все мусульманские богословские науки в рамках традиционной для шиитской хаузы программы, в дальнейшем Алламе Маджлиси углубил свои исследования в области Корана и хадисов двенадцати Имамов, избрав это направление в качестве своей специализации. Маджлиси называл предания Имамов сокровищами, воротами к постижению Божественной мудрости.

## Основные труды
Перу Алламе Маджлиси принадлежит несколько десятков работ на арабском и персидском языке. Главным трудом его жизни стало создание энциклопедии шиитских хадисов «Бихар аль-анвар», в печатном варианте она состоит из 111 томов.
В число других важных книг Маджлиси входят его комментарии к ряду шиитских сборников хадисов. Так, Маджлиси является автором комментария «Мир’ат аль-укул», написанного им к своду «Аль-Кафи» аль-Кулайни, равно как и комментария «Малад аль-акйар фи шарх ат-тахзиб» — к сборнику «Тахзиб аль-ахкам» ат-Туси. Маджлиси также написал ряд более коротких трактатов, как то «Рисалат ал-е текадат» и «Аль-Важиза фи-р-риджал».
Труды Маджлиси сыграли чрезвычайно важную роль в распространении шиизма в среде иранцев — ведь шиизм был только-только провозглашён официальной религией Персии в эпоху Сефевидов. В число его наиболее популярных книг на фарси входят следующие работы:
- «Хелйат аль-моттакин» — сборник шиитских хадисов о рекомендуемых практиках и должном поведении;

- «Айн аль-хайат» — комментарий к наставлению, которое пророк Мухаммад дал своему сподвижнику Абу Зарру аль-Гифари;

- «Хакк аль-йакин» — работа о фундаментальных основах шиитского вероучения. Считается последней книгой Маджлиси. По мнению некоторых шиитских авторов, около 70 000 жителей Сирии обратились в шиизм двенадцати Имамов только благодаря этой книге;

- «Джала’ал аль-уйун» — книга, посвящённая личностям пророка Мухаммада, его дочери Фатимы Захры и двенадцати Имамов;

- «Тохфат аз-заер» — разъяснений правил, этикета, философии паломничества (зиярат) к шиитским святыням — гробницам Имамов и их родственников.

- «Хайат аль-кулуб» — анализ хадисов из «Бихар аль-анвар», в которых сравниваются доисламские пророки, Мухаммад и двенадцать Имамов. В XIX веке данная работа Маджлиси привлекла внимание протестантских миссионеров Кристиана Г. Барта (1799—1862) и Джеймса Л. Меррика (1803—1866), которые частично перевели эту книгу на немецкий и английский языки.

## Роль в политике и социальной жизни
Маджлиси обладал беспрецедентным политическим влиянием — не в последнюю очередь благодаря тому, что шах Сулейман и шах Султан Хусейн были слабыми правителями, которых европейские авторы называли типичным продуктом гаремной системы.
Вслед за своим отцом Мухаммад Бакир Маджлиси стал имамом пятничной молитвы в Исфахане, а в 1687 году шах Сулейман назначил его на должность шейх аль-ислама, уполномоченного разбирать судебные дела между мусульманами согласно исламскому закону (Шариату). В этом качестве Алламе Маджлиси запомнился как резкий противник еретических настроений и недозволенных новшеств (бид’а). Его целью было возрождение Шариата в соответствии с принципом повеления одобряемого и запрета зла (амр би-ль-ма’аруф ва-н-нахи-ан-аль-мункар), который входит в число шиитских основ веры (усул ад-дин). В частности, Маджлиси стал инициатором разрушения индуистских культовых сооружений и высылки индуистов из Ирана, а также введения джизьи для приверженцев иных авраамических религий (иудеев, христиан). Он также настаивал на введение запрета на употребление вина и других спиртных напитков, но эта его инициатива не возымела успеха.
Кроме того, Алламе Маджлиси вёл борьбу против суннитского ислама и суфизма. Ситуация осложнялась тем, что отец Маджлиси был известен в качестве симпатизанта суфийских учений, однако Алламе Маджлиси стремился развеять данный стереотип.
Что касается противостояния ахбаритов и усулитов, развернувшегося в тот период, Маджлиси деликатно дистанцировался от участия в этом конфликте и воздерживался от вынесения финального и окончательного решения по этому вопросу. Признавая те или иные хадисы слабыми и мало заслуживающими доверия (тем самым, соглашаясь в этом с усулитами), Маджлиси, вместе с тем, включал их в свой свод «Бихар аль-анвар» (делая уступку уже ахбаритам).

## Оценки личности и деятельности
В среде британских и американских (и в целом западных) исследователей Мухаммад Бакир Маджлиси обычно не пользуется хорошей репутацией. Лишь американский учёный 20-х гг. XX столетия Дуайт М. Дональдсон назвал Маджлиси «последним и величайшим теологом эпохи Сефевидов». Однако чаще встречается критика и полемика со взглядами Мадждиси. В частности, Эдвард Г. Браун (1866—1926) назвал Алламе Маджлиси «самым великим, самым могущественным и самым фанатичным муджтахидом эпохи Сефевидов», а Лоренс Локхарт считал его «косным и фанатичным формалистом» из-за отношения Маджлиси к суннитам.
Напротив, большинство имамитских учёных всегда относились к Алламе Маджлиси с великим почтением. Некоторые шиитские авторы даже напрямую связывают между собой смерть Маджлиси и закат Сефевидской империи в течение двух последующих десятилетий. Многие шиитские учёные последующих эпох отмечали, что неоднократно видели Маджлиси во сне, чему в данной среде всегда придавалось существенное значение. Место захоронения Алламе стало объектом зиярата (паломничества), бытовало мнение о его прямой духовной мистической связи с пророком Мухаммадом и двенадцатью Имамами.
Однако при всём при этом Алламе Маджлиси не избежал и критики со стороны ряда других шиитских мыслителей и авторов. Так, один из его современников, Мухаммад ибн Мухаммад Хосейни Мир Лаухи, прямо оппонировал Маджлиси в своей книге «Кефайат аль-мохтади фи ма’арифат аль-Махди», где критиковал методы работы Алламе с хадисным материалом — в частности, апелляцию к очевидно слабым и подложным преданиям. Сообщается, что за это Мир Лаухи даже получал угрозы в собственный адрес, а в дальнейшем работы данного учёного часто игнорировались.
Другим шиитскими критиками Алламе Маджлиси стали Мохсен Амин (1867—1952), Мухаммад Хусейн Табатабаи (1902 или 1903—1981) и Али Шариати (1933—1977). В книге «Айан аш-ши’а» Мохсен Амин указал на то, что работы Маджлиси нуждаются в ревизии, ибо полезные сведения в них перемешаны с тем, что не заслуживает внимания и не имеет ценности. Амин отмечал также, что его трактовка хадисов зачастую была опрометчивой, а также не одобрял фанатизма последователей Маджлиси.
Философ Мухаммад Хусейн Табатабаи не соглашался с определением и концепцией интеллекта (акл), предложенными Маджлиси. Что касается Али Шариати, то для него Маджлиси был одним из провозвестников «чёрного» сафавидского шиизма, предполагающего отказ от участия в «грязной политике», в противовес «красному» шиизму, проповедующему восстание и защиту угнетённых от угнетателей.

## След в истории
Маджлиси оказал огромное влияние на всю последующую интеллектуальную историю двенадцатиричного шиизма, политическую жизнь в Иране в XVIII веке. Он сыграл ключевую роль в том, что Иран стал страной с шиитским большинством.
Историк Табриси считал, что Алламе Маджлиси принёс шиизму даже больше пользы, чем Алламе Хилли (ум. 1325), поскольку последний писал только на арабском труды, адресованные лишь узкому кругу специалистам. Маджлиси же, напротив, был весьма плодовитым автором, оставившим после себя множество работ на персидском языке, доступных для понимания.
После Исламской революции в Иране продолжают высоко ценить труды Маджлиси. Начиная с 90-х гг. XX века, множество из его работ были изданы. В Куме и Тегеране также были выполнены их переводы на арабский и английский языки. Однако некоторые части «Бихар аль-анвар», содержащие в себе жёсткую критику суннитов, не были опубликованы ради сохранения суннитско-шиитского единства, являющегося одним из приоритетных направлений внешней и внутренней политики ИРИ.